# Lurker (film)
Lurker è un film del 2025 scritto e diretto da Alex Russell.

## Trama
Matthew è un giovane commesso che proviene da una famiglia disfunzionale e vive con la nonna. Un giorno Oliver, una pop star britannica, entra nel negozio di Las Vegas in cui Matthew lavora e tra i due si instaura un rapporto.

## Promozione
Il primo trailer è stato diffuso il 6 giugno 2025.

## Distribuzione
Lurker è stato presentato in anteprima mondiale al Sundance Film Festival il 26 gennaio 2025; tre settimane più tardi il film ha avuto la sua prima europea durante la 75ª edizione del Festival internazionale del cinema di Berlino, in concorso per il Teddy Award. La distribuzione nelle sale statunitensi è prevista per il 22 agosto seguente.

## Accoglienza
L'aggregatore di recensioni Rotten Tomatoes riporta un indice di gradimento del 96%.

## Riconoscimenti
- 2025 – Festival internazionale del cinema di Berlino
  - In concorso per il Teddy Award